# Carstensfjella
Carstensfjella är ett berg i Antarktis. Det ligger i Östantarktis. Norge gör anspråk på området. Toppen på Carstensfjella är 131 meter över havet.
Terrängen runt Carstensfjella är kuperad åt sydost, men norrut är den platt. Havet är nära Carstensfjella åt nordväst. Trakten är obefolkad. Det finns inga samhällen i närheten. 